# Nowhere Fast
Nowhere Fast (englisch etwa für „schnell ins Nirgendwo“) ist ein Lied des US-amerikanischen Rappers Eminem, bei dem der Refrain von der R&B-Sängerin Kehlani gesungen wird. Der Song ist die vierte Singleauskopplung seines neunten Studioalbums Revival und wurde am 16. März 2018 veröffentlicht.

## Hintergrund
Das Lied wurde von Eminem, Tim James, Mark Batson, Thomas Armato Sturges and Antonina Armato geschrieben, und durch Hit-Boy and Rock Mafia produziert. Nach Veröffentlichung des Albums Revival erreichte Nowhere Fast am 22. Dezember 2017 Platz 98 der deutschen Singlecharts. Eine verlängerte Version des Lieds erschien am 27. März 2018 als vierte veröffentlichte Single.

## Inhalt
Das Hauptthema der Originalversion handelt von Eminems Aufstieg zum Ruhm und seiner Dominanz in der Rapszene. Die Extended Version beginnt mit einer Strophe, welche die Schießereien an US-Schulen und die Waffengesetze der USA thematisiert. Der Rest des Lieds bleibt dabei unverändert.

## Live-Auftritte
Am 11. März 2018 sang Eminem die Extended Version von Nowhere Fast live auf den iHeartRadio Music Awards. Der Auftritt thematisierte die Waffengewalt und bezog sich dabei insbesondere auf das Schulmassaker von Parkland. Dem Lied ging eine Rede von Alex Moscou, einem Überlebenden des Massakers, voran, in der er sagte: „Wir sind es Leid, dass Politiker uns in Gedanken und Gebeten beistehen, während sie nicht die nötigen Veränderungen angehen, die solche Tragödien in Zukunft verhindern. Wenn diejenigen, die gewählt wurden uns zu vertreten, nicht das Nötige tun, um uns zu beschützen, dann werden wir so laut sein, dass sie uns nicht ignorieren können.“

## Kommerzieller Erfolg

### Chartplatzierungen
| ChartsChartplatzierungen | Höchstplatzierung | Wochen |
| ------------------------ | ----------------- | ------ |
| Deutschland (GfK)        | 98 (1 Wo.)        | 1      |

### Auszeichnungen für Musikverkäufe
| Land/Region       | Auszeichnungen für Musikverkäufe (Land/Region, Auszeichnung, Verkäufe) | Verkäufe |
| ----------------- | ---------------------------------------------------------------------- | -------- |
| Australien (ARIA) | Gold                                                                   | 35.000   |
| Insgesamt         | 1× Gold ·                                                              | 35.000   |

Hauptartikel: Eminem/Auszeichnungen für Musikverkäufe